# Microcyclops rubelloides
Microcyclops rubelloides – gatunek widłonoga z rodziny Cyclopidae. Nazwa naukowa tego gatunku skorupiaków została opublikowana w 1928 roku przez niemieckiego zoologa Friedricha Kiefera.